# Treuhandanstalt

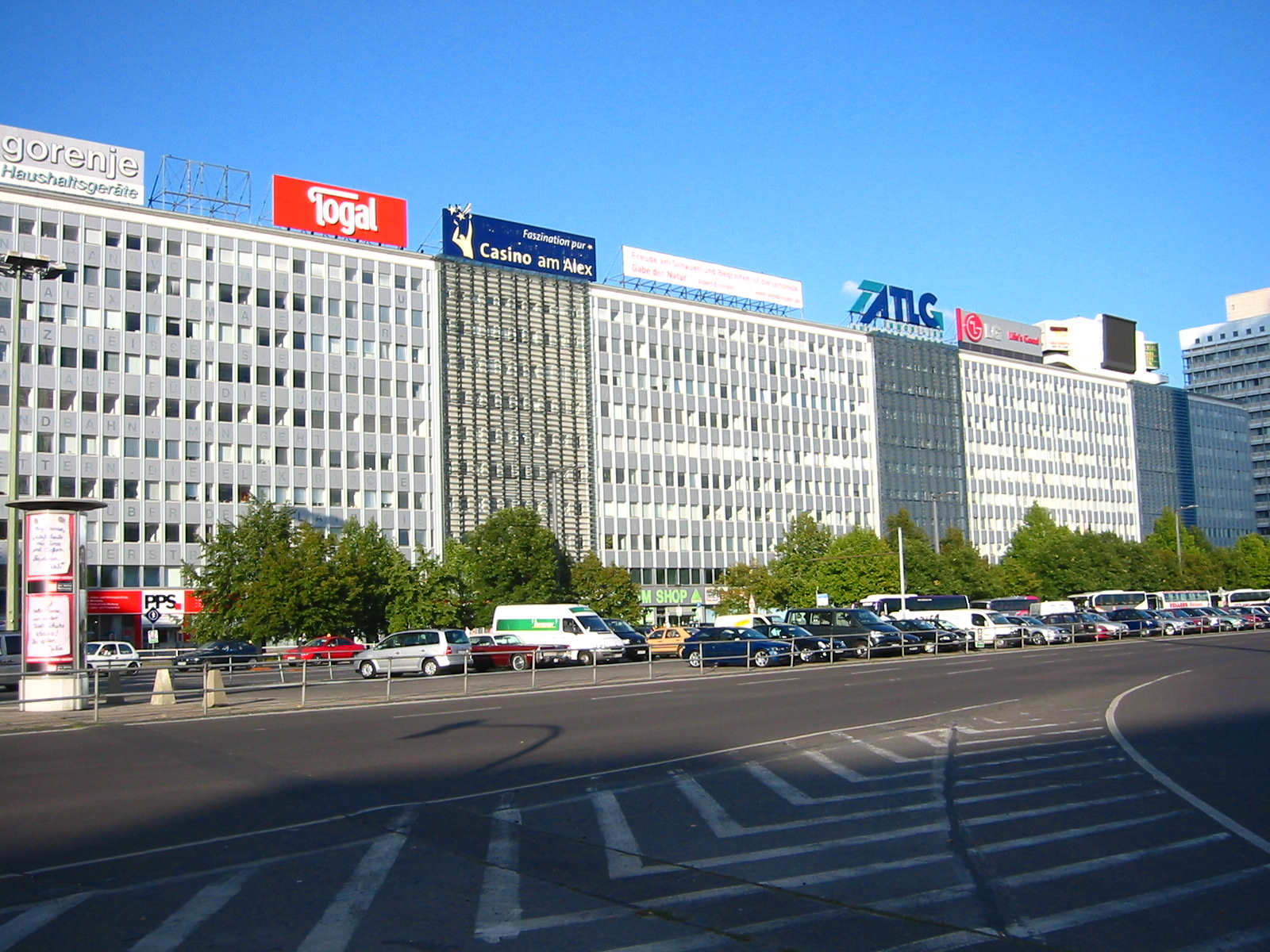
Haus der Elektroindustrie, II siedziba Treuhandanstalt przy berlińskim Alexanderplatz

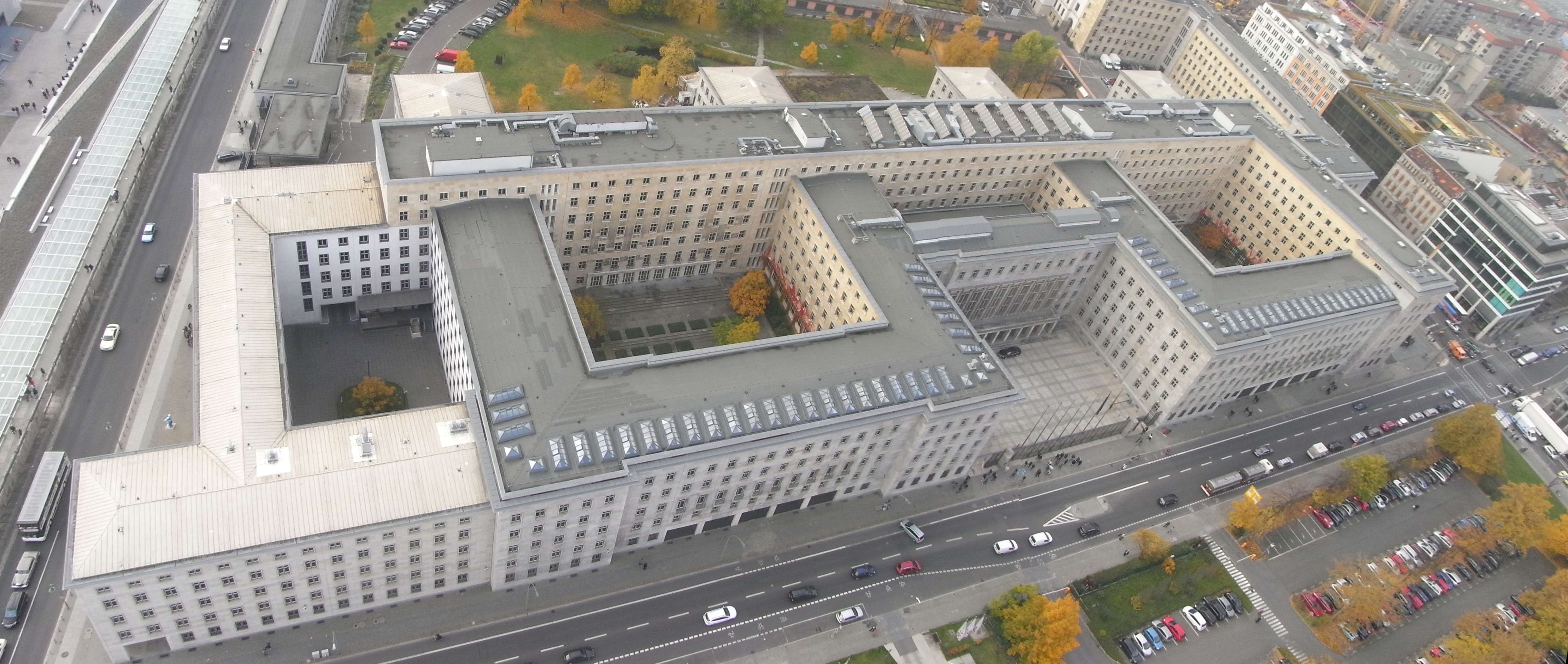
I siedziba Treuhandanstalt w d. kompleksie budynków Ministerstwa Lotnictwa Rzeszy, w okresie NRD – Komisji Planowania i 9 ministerstw gospodarczych; współczesne zdjęcie lotnicze

Treuhandanstalt (z niem. Urząd Powierniczy) – niemiecka agencja państwowa, która w byłej NRD przejęła własność państwową w celu jej prywatyzacji. Niemiecka agencja była odpowiednikiem polskiego Ministerstwa Przekształceń Własnościowych.
Utworzony 17 czerwca 1990 przez Volkskammer restrukturyzował i zmienił własność ponad 8,5 tys. przedsiębiorstw, w których zatrudnionych było początkowo ponad 4 mln osób.
Pierwszym dyrektorem był Detlev Karsten Rohwedder, który został zastrzelony przez nieznanego sprawcę i zastąpiony przez Birgit Breuel.
Działalność urzędu była powszechnie krytykowana, za nieudolność i niekorzystną sprzedaż zyskownych przedsiębiorstw. Ostateczny bilans zamknięcia tej agencji wyniósł ok. 270 mld marek straty.
1 stycznia 1995 dokonano zmiany nazwy urzędu na Bundesanstalt für vereinigungsbedingte Sonderaufgaben (BvS).

## Siedziba
Siedziba mieściła się w kompleksie budynków z 1935 b. Ministerstwa Lotnictwa Rzeszy (Reichsluftfahrtministerium) przy Wilhelmstraße 97 / Leipziger Straße 5–7. Następnie kompleks zajmowała Niemiecka Komisja Gospodarcza (Deutsche Wirtschaftskommission – DWK, Немецкая/Германская экономическая комиссия), Państwowa Komisja Planowania NRD (Staatliche Plankommission) oraz 9 resortów gospodarczych NRD (1986), Urząd Powierniczy (Treuhandanstalt) (1990-), obecnie Federalne Ministerstwo Finansów (Bundesministerium der Finanzen).
Następnie urząd przeniesiono do Domu Przemysłu Elektronicznego (Haus der Elektroindustrie) przy Alexanderplatz.